# 京都市立鳴滝総合支援学校
京都市立鳴滝総合支援学校（きょうとしりつ なるたき そうごうしえんがっこう）は、京都府京都市右京区音戸山山ノ茶屋町にある公立特別支援学校。
主に軽度知的障害者を対象とする、高等部単独校である。

## 交通
- 京福電車北野線鳴滝駅より徒歩約10分
- 市バス 宇多野病院前バス停 下車で徒歩約1分。

## 設置学部
- 普通科
- 職業学科（生活産業科）

## 沿革
- 1975年（昭和50年）4月1日 - 京都市立呉竹養護学校鳴滝分校として開校。
- 1977年（昭和52年）4月 - 呉竹養護学校から独立し、京都市立鳴滝養護学校となる。
- 2007年（平成19年）4月 - 京都市立鳴滝総合支援学校と改める。